# Legebitra
Društvo informacijski center Legebitra (LEGEBITRA)  je nevladna organizacija neprofitnega značaja s statusom humanitarne organizacije. Glavni namen jedrnega programa društva je zagotavljanje varnega prostora za lezbijke, geje, biseksualne in transspolne osebe.
Društvo se je razvilo iz neformalne skupine Legebitra, ki je bila ustanovljena kot projekt Študentske organizacije Univerze v Ljubljani leta 1998.
Pri svojem delu društvo deluje primarno na področjih zagovorništva pravic za istospolno usmerjene, biseksualne in transspolne osebe (LGBT) in socialno-varstvenih storitev za mlade iz skupine LGBT .
Društvo Kulturno informacijsko in svetovalno središče Legebitra je član mreže nevladnih organizacij CNVOS, Ljubljanske mreže info točk za mlade L’MIT ter mednarodnih organizacij ILGA (International Lesbian, Gay, Bisexual, Trans and Intersex Organisation), ILGA Europe, organizacije IGLYO (International Lesbian, Gay, Bisexual, Transgender, Queer Youth and Student Organisation) in TGEU (Transgender Europe). Je tudi ena od ustanovnih organizacij mednarodne neformalne mreže Babelnor, ki združuje LGBT mladinske nevladne organizacije iz Balkana, Ukrajine, Belorusije in nordijskih držav.

## Poslanstvo, cilji in vrednote
Poslanstvo organizacije je predvsem izboljšati položaj in odnos do LGBT-oseb na različnih nivojih in področjih življenja v Sloveniji. Z zagotavljanjem varnega prostora in posredovanjem relevantnih in točnih informacij izobražuje in osvešča, hkrati pa s svojim delom tudi opozarja na neenakost v slovenski družbi.

## Osnovni namen in cilji društva
- Skupno in medsebojno reševanje psihosocialnih težav LGBT-oseb in LGBT-mladih s podobnimi psihosocialnimi težavami,
- svetovanje in dvigovanje zavesti javnosti glede spolnih usmerjenosti, spolnih identitet ter spolnih izrazov in položaja LGBT-oseb v družbi in problemov v vsakdanjem življenju,
- vplivanje na večjo strpnost v družbi in sprejemanje LGBT-oseb in skupin,
- odpravo diskriminacije LGBT-oseb in skupin na raznih ravneh in področjih življenja.

## Osnovne vrednote društva
- Spoštovanje in priznavanje temeljnih kulturnih, socialnih in ekonomskih kot tudi državljanskih in političnih človekovih pravic, s posebnim poudarkom na enakosti in svobodi pred diskriminacijo, enakosti spolov in pravici do samoopredelitve.
- Mednarodna solidarnost in solidarnost s skupinami oseb, ki se soočajo z neenakostjo in diskriminacijo.
- Zavzemanje za medsebojno podporo diskriminiranih skupin v boju proti zatiranju in diskriminaciji tako v Evropi kot tudi v drugih regijah sveta.
- Spoštovanje raznolikosti znotraj LGBT skupine, kot tudi znotraj družbe, v kateri živimo.